# Burkandul
Burkandul är en ort i Azerbajdzjan.   Den ligger i distriktet Lerik Rayonu, i den södra delen av landet, 210 km sydväst om huvudstaden Baku. Burkandul ligger 616 meter över havet och antalet invånare är 776.
Terrängen runt Burkandul är huvudsakligen kuperad, men söderut är den bergig. Närmaste större samhälle är Lerik, 9,3 km sydväst om Burkandul. 
Omgivningarna runt Burkandul är en mosaik av jordbruksmark och naturlig växtlighet. Runt Burkandul är det ganska tätbefolkat, med 60 invånare per kvadratkilometer.